# Egervári várkastély
Az egervári várkastély, Közép-Európa egyik legjelentősebb reneszánsz várépítészeti emléke, Zala vármegyében, Egerváron található középkori várkastély, amely Magyarország nyugati védővonalának részeként hosszú ideig végvár volt. A település központjától mintegy 700 méterre keletre helyezkedik el, a Vasboldogasszonyra vezető 7427-es út mentén.
Alaprajza szabályos négyszög, a sarkokon ó-olaszbástya formájú tornyokkal. A szatmári béke után a vár erődítmény jellegét meg kellett szüntetni, ezért az 1700-as évek elején lebontották a belső vár északi szárnyát.

## Története
A vár első említése 1288-ból maradt fenn castrum Egerwar néven; ekkor adta át István bán fia Miklós János nádornak cserébe egy másik birtokért. 1325-ben a birtokosok a Geregye nemzetségből származó János és Mihály, akik utóbb az Egervári nevet vették fel. Egy 1409-es irat tanúsága szerint Henrik bán fiai lerombolták a várat. Az újjáépítésre Hunyadi Mátyás adott engedélyt Egervári László horvát bánnak 1476-ban. 1539-ben Nádasdy Tamás felesége, Kanizsai Orsolya örökölte a rossz állapotba került várat. A helyreállítást a nádor apja, Nádasdy Ferenc felügyelte.

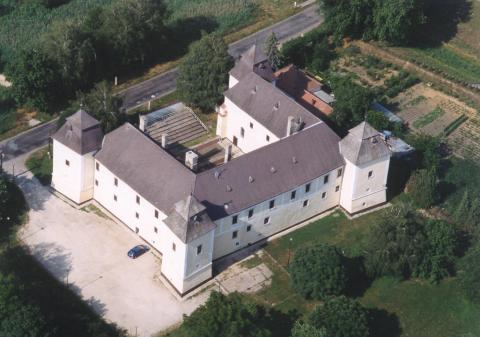
Az egervári várkastély légi felvételen

Miután Kanizsa 1600-ban elesett, Egervár lett a végvár és így nőtt a hadászati jelentősége. 1664-ben sikeresen ellenállt a török ostromnak, de még ugyanabban az évben a törökök felgyújtották. 1671-ben a Wesselényi-féle összeesküvés következtében a várkastély a császár birtokába került. 1674-76 között a várkastély bérlője, Radonay Mátyás zalavári apát állíttatta helyre a megrongálódott épületet. 1676-ban a várat Széchenyi György kalocsai érsek kapta meg, aki folytatta az építkezést. Unokaöccsét, Széchenyi Györgyöt, 1687-ben érdemeiért Szentgyörgy, Egervár és Pölöske várak kapitányává nevezték ki. Az egervári hűséges vicekapitánya, Sidy család sarja sidi Sidy Mihály (†1711), aki Zala vármegye külön kiküldött követe volt az 1705-ben zajló Szécsényi országgyűlésen. 1712-ben a vár, Széchenyi György fiáé, Széchenyi Zsigmondé lett, aki nagyarányú javításokat végzett rajta. A korábban megsérült északi szárnyat lebontatta, a déli és a nyugati szárny elé árkádos folyosót építtetett, és egy emelettel bővíttette a várkastélyt.
1760-ban a várat egy tűzvész nyomán ismét újjá kellett építeni. 1787-ben a vár ismét rossz állapotba került, és egyes részeit magtárként használták. A tulajdonosok már nem laktak benne, és a környező mocsár kiszárítása tönkretette a tartócölöpöket.
Az 1945 után tovább romló állapotnak csak az 1961-65 közötti helyreállítás vetett véget. Az 1970-es évek közepétől a kastély udvarán nyaranta színházi előadásokat tartottak – Egervári Esték –, amelyhez fokozatosan fejlesztették az infrastruktúrát. 2000-ben 450 fő befogadására alkalmas, sátorral fedhető nézőtér létesült. A várkastélyban ekkor turistaszálló üzemelt és a délkeleti toronyszobájában a vár történetét bemutató kiállítás kapott helyet.
A jelenleg is zajló helyreállítási projekt 2009-ben kezdődött, ekkor nyújtotta be az egervári önkormányzat az európai uniós pályázatot.
A fejlesztés eredménye interaktív elemekkel, modern technikával, látogatóbarát kiállításokkal, okostelefonos és audioguide-os vezetéssel rendelkező látogatóközpont. A berendezést kipróbálható, korfestő bútormásolatok adják, korabeli tárgymásolatokból pedig tapintható tárlatot rendeztek be. A történelmi Magyarország további késő reneszánsz várkastélyait makettekkel és interaktív elemekkel dúsított kiállítás tárja elénk, de van reneszánsz süteményeket kínáló cukrászda is. A régészeti feltárások során számos érdekesség bukkant elő, egyebek közt az épület végvári korszakából a később befalazott lőrések, amelyek segítségével kiválóan be lehet mutatni a szakállas puskák használatát. Előbukkantak a végvári korszak befalazott lőrései is.

## További irodalom
- Degré A. – Gergelyffy A. – Valter I.: Az egervári vár története, Zalaegerszeg, 1965
- Nagy E.: Az egervári vár építéstörténete, Archaeologiai Értesítő, 1965
- Rozványiné Tombor I.: Adatok az egervári vár építéstörténetéhez, Műemlékvédelem, 1967
- Egervári Nádasdy-Széchényi-Várkastély Reneszánsz Látogatóközpont. Várkastélytörténet, kiállításvezető, érdekességek; szerk. Virág Zsolt; Várkastély, Egervár–Bp., 2013